# 대련한국국제학교
대련한국국제학교(중국어 간체자: 大连韩国国际学校, 정체자: 大連韓國國際學校)는 중화인민공화국 랴오닝성 다롄시에 있는 한국학교이다. 현재 유치원부터 고등학교까지의 과정을 운영하고 있다.

## 연혁
- 2003년 12월 23일 : 개교